# Нюрса
Ню́рса (Больша́я Ню́рса) — река в России, протекает по Томской области. Устье реки находится в 156 км от устья реки Чая по левому берегу. Длина реки составляет 179 км, площадь водосборного бассейна — 1800 км². Высота истока — 121 м над уровнем моря.

## Археология
Нюрсинская находка. Условия находки не известны. Доктор Л. Н. Зинченко не позднее начала XX в. собрал и передал в Томской областной музей следующие медные предметы: изображение головы кабана (полое внутри), полое изображение головы хищной птицы, ажурная согнутая пластинка с изображениями птиц с головою в профиль.

## Притоки
- Николаевка (лв)
- Южная Куликовка (пр)
- Яшкина (пр)
- 85 км: Мельничная (пр)
- Мишина (лв)
- Погорелка (лв)
- 103 км: Верхняя Мельничная (пр)
- 104 км: Гороховка (лв)
- Таёжная (пр)
- 129 км: без названия (лв)
- Северная (лв)
- 131 км: Малая Нюрса (лв)
- 140 км: Савватеевка (пр)
- Килинская (пр)
- 166 км: Пихтовая (лв)

## Данные водного реестра
По данным государственного водного реестра России относится к Верхнеобскому бассейновому округу, водохозяйственный участок реки — Обь от впадения реки Чулым до впадения реки Кеть, речной подбассейн реки — Чулым. Речной бассейн реки — (Верхняя) Обь до впадения Иртыша.